# 先別急著吃棉花糖
《先別急著吃棉花糖》（英語：Don't Eat the Marshmallow…Yet! The Secret to Sweet Success in Work and Life）為一文學作品，是由作家喬辛·迪·波沙達與愛倫·辛格（Ellen Singer）共同創作的一部勵志小說，2006年出版，於同年列入博客來年度百大年度暢銷100。

## 內容簡介
先別急著吃棉花糖以故事性的方式，以老闆沛辛與司機阿瑟之間的對話，也藉由「何時吃棉花糖」，帶出整個故事的重點-「延遲享樂」的觀念論述了成功與失敗的成因，說明成功與失敗並非取決於一個人的才智，而是是否有延遲享樂的能耐，現在所做的選擇－是否急著吃掉棉花糖，將會深深影響著人生的發展。想成功，就別急著吃掉棉花糖！。

## 作者
- 喬辛．迪．波沙達（Joachim de Posada）－為知名雙語演講人、電視電台媒體人、報紙專欄作家及暢銷書作家。

著有《如何在比拉魚間求生存：成功的動機》　
- 愛倫．辛格（Ellen Singer）－知名的作家

## 書籍資料
ISBN 9861750061